# ジュゼッペ・ペッツェッラ
ジュゼッペ・ペッツェッラ（イタリア語: Giuseppe Pezzella、1997年11月29日 - ）は、イタリア・ナポリ出身のサッカー選手。エンポリFC所属。ポジションはDF (LSB)。

## 経歴

### クラブ
USチッタ・ディ・パレルモの下部組織出身。パレルモがセリエAに所属していた2015-16シーズンにトップチームに昇格し、2015年12月6日のアタランタBC戦でマト・ヤヤロとの交代でピッチに入り当時18歳でセリエAデビューを果たした。
2017年6月30日、ウディネーゼ・カルチョへ移籍。2019年1月にジェノアCFCへレンタル移籍し、2019年8月にはパルマ・カルチョ1913へ買取義務付きのレンタルで移籍した。
2021年7月27日、アタランタBCへレンタル移籍で加入し、特定の条件を満たした場合は買取義務が発生する。
2022年8月26日、セリエAに昇格したUSレッチェに買取りオプション付きのレンタル移籍で加入した。
2023年7月31日、エンポリFCに移籍した。

### 代表
ユース年代のイタリア代表に招集され、2017年のU-20ワールドカップではイタリア代表の3位入りに貢献した。